# Флаг Ивановской области
Флаг Ива́новской области, наряду с гербом, является официальным символом Ивановской области как субъекта Российской Федерации, единства и взаимодействия граждан, населяющих область.
Флаг утверждён 3 марта 1998 года. Закон о флаге вступил в силу 19 марта 1998 года. Флаг внесён в Государственный геральдический регистр Российской Федерации с присвоением регистрационного номера 372.

## Описание
«Прямоугольное полотнище, рассечённое на два равных поля: левое — червлёное, правое — лазурное, пересеченные снизу тремя узкими серебряными лентами. В центре лицевой стороны полотнища над серебряными лентами размещается герб Ивановской области. Основные цвета флага области повторяют цвета и металл геральдического поля щита её герба. Отношение ширины флага к его длине — 2:3».